# Andipalayam
Andipalayam is een census town in het district Tirupur van de Indiase staat Tamil Nadu. 

## Demografie
Volgens de Indiase volkstelling van 2001 wonen er 5471 mensen in Andipalayam, waarvan 52% mannelijk en 48% vrouwelijk is. De plaats heeft een alfabetiseringsgraad van 66%. 